# Domènec Bendixo
Domènec Bendixo fou un constructor d'instruments de corda resident de Barcelona. El 24 de Juny de 1440 obtingué per part del notari barceloní Antoni Vilanova una escriptura d'arrendament per 5 anys d'una casa situada al carrer Rec Comtal, a favor de Narcís Mathei, "magistro cordarum instrumentorum", també ciutadà barceloní.